# 長野県道172号田沢中挟線
長野県道172号田沢中挟線（ながのけんどう172ごう たざわなかばさみせん）は長野県小県郡青木村を走る一般県道である。

## 概要

### 路線データ
- 起点：小県郡青木村大字田沢（信州昆虫資料館前）
- 終点：小県郡青木村大字田沢字中挟[1]（くつろぎの湯前交差点、国道143号交点）

## 交差する道路
- 国道143号（終点）

## 周辺
- 信州昆虫資料館
- 横手キャンプ場
- 田沢温泉
- 老人福祉センター